# ميكلوس تمسفاري
ميكلوس تمسفاري (بالمجرية: Temesvári Miklós)‏ هو مدرب كرة قدم ولاعب كرة قدم مجري، ولد في 27 يوليو 1938 في ميشكولتس في المجر. لعب مع Miskolci VSC ‏.